# クレタ聖刻文字
クレタ聖刻文字 (クレタせいこくもじ、英語: Cretan hieroglyphs) は、青銅器時代ミノアクレタ島 (紀元前2千年紀半ば頃の、MM IからMM IIIまで。最初期のMM IIAからは線文字Aと重なる) の遺物から発見された文字である。記号の一覧表はEvans (1909)、Meijer (1982)、Olivier/Godart (1996) によって集計された。

## 概要
知られているコーパスは1996年にCHICとして編集されたもので (Olivier/Godard 1996)、以下の4箇所から出土した計314種類の品目を一覧にしている: 
- マリアの"Quartier Mu" (MM II)
- マリア宮殿の象形文字の埋蔵物 (MM III)
- クノッソスの象形文字の埋蔵物 (MM IIかIII)
- en:Petrasの埋蔵物 (MM IIB)

コーパスは以下のものから構成される:
- 銘文が彫られた粘土の文書 (CHIC H: 1-122)
- 印章の版 (CHIC I: 123-179)
- 印章 (CHIC S: 180-314)
- en:Malia altar stone
- ファイストスの円盤
- en:Arkalochori Axe
- 印章の破片であるHM 992、単一の記号を示す。ファイストスの円盤のグリフ21と同一。

最後3つの品目とメインコーパスの文字との関係は不確かである。
CHICによって示されたように、グリフの一覧表は96種の音節文字からなる。そのうち10種は表語文字を兼ねており、加えて23種の表語文字、13種の分数 (合字中の4種を含む)、4段階の数字 (一の位、十の位、百の位、千の位) および2種類の句読点である。多くの記号には明らかに線文字Aに対応する文字が存在するので、線文字Bの音価が入ると推測したくなる。
象形文字が線文字に進化したという仮説に加えて、アナトリア聖刻文字やキュプロス音節文字と関係のある可能性が提案された。